# Michael Tomasello
Michael Tomasello, född den 18 januari 1950 i Bartow i  Florida, är en forskare inom kognitiv psykologi och ansvarar för Max Planck-institutet för evolutionär antropologi i Leipzig. 
Tomasello arbetar med barns språkutveckling inom psykolingvistik och verkar inom den psykologiska disciplinen kognitiv lingvistik. Han kritiserar öppet Noam Chomskys generativa grammatik och förkastar tanken att det skulle finnas någon universell lingvistisk struktur som inneboende kunskap i varje mänskligt medvetande. I stället förespråkar han ett användningsbaserat perspektiv, som ibland kallas för ett sociopragmatiskt synsätt på språkinlärning, där barn lär sig lingvistiska strukturer genom sociokommunikativa och kognitiva processer, såsom joint attention (engelska för "gemensam uppmärksamhet").
Tomasellos senare verk lägger tonvikten vid barns utveckling av social kognition, såsom förmågan att imitera och agera i samstämmighet med andra. Han har också tillsammans med sina kolleger jämfört mänsklig social logik med apors.
Tomasello tilldelades Jean Nicod-priset i Paris i maj 2006.